# Route de l'Amitié
La Route de l'Amitié est un parcours utilisé en voile pour l'un des nombreux records transocéaniques. Il relie Bordeaux à Rio de Janeiro.
Le record actuel et temps de référence est la propriété de Francis Joyon, depuis le 21 avril 2014, à bord du trimaran trimaran IDEC. Son temps est de 13 jours, 3 heures, 5 minutes et 19 secondes.

## Records
Cette traversée est effectuée entre Bordeaux et Rio de Janeiro, 9 200 kilomètres soit 4 812 milles nautiques. Elle est aussi appelée Route de l'Amitié en l'honneur des relations entre la France et le Brésil.

### Solitaire
| Année | Arrivée     | Skipper              | Bateau        | Temps                  | Vitesse moyenne (nœuds) |
| ----- | ----------- | -------------------- | ------------- | ---------------------- | ----------------------- |
| 2014  | le 21 avril | Francis Joyon France | trimaran IDEC | 13 j 03 h, 05 min 19 s | 18,16                   |